# Hsu Shu-ching
Hsu Shu-ching (kin. 許淑淨; pinyin: Xǔ Shūjìng) (Yunlin, Tajvan, 9. svibnja 1991.) je tajvanska dizačica utega. Na Olimpijadi u Rio de Janeiru 2016. osvojila je zlatnu medalju, dok je na Olimpijadi u Londonu 2012. osvojila srebro obje medalje osvojene su i težinskoj kategoriji do 53 kg.

## Olimpijske igre

### OI 2012.
| RANG | Natjecatelj           | Težina natjecatelja | Ukupno podignuto kg |
| ---- | --------------------- | ------------------- | ------------------- |
|      | Zulfija Činšanlo      | 52,70               | 226                 |
|      | Hsu Shu-ching         | 52,41               | 219                 |
|      | Cristina Iovu         | 52,79               | 219                 |
| 4.   | Citra Febrianti       | 52,53               | 206                 |
| 5.   | Julija Paratova       | 52,43               | 199                 |
| 6.   | Rusmeris Villar       | 52,59               | 196                 |
| 7.   | Aleksandra Klejnowska | 52,67               | 196                 |
| 8.   | Nguyen Thi Thuy       | 52,23               | 195                 |
| 9.   | Hong Kong Yu Weili    | 52,95               | 195                 |
| 10.  | Inmara Henríquez      | 52,84               | 194                 |

## Vanjske poveznice
- Profil dizačice utega